# Der Irland-Krimi: Preis des Schweigens
Preis des Schweigens ist ein deutscher Kriminalfilm von Alexander Dierbach aus dem Jahr 2022. Es handelt sich um die sechste Episode zur ARD-Kriminalfilmreihe Der Irland-Krimi. Die Erstausstrahlung erfolgte am 6. Oktober 2022 im Rahmen des Donnerstags-Krimis zur Hauptsendezeit auf Das Erste. Im Internet war der Film bereits zwei Tage vorab abrufbar.

## Handlung
Im Magen eines geangelten Hechts findet ein Angler menschliche Fingerknochen. Er meldet den Fund und Polizeichef Kelly vermutet, dass sie einer Frau gehören, die vor knapp zwei Jahren verschwunden ist. Nachdem ihr Auto am Meer gefunden wurde, nahm man an, sie sei hinausgeschwommen und nicht mehr zurückgekehrt. Ein anfänglicher Verdacht richtete sich aber auch an den Ehemann, Erik Bell, seine Frau getötet und die Tat als Selbstmord getarnt zu haben. Da er zur fraglichen Zeit bei Psychologin Cathrin Blake wegen seiner Spielsucht in Behandlung war, bittet Kelly sie um Mithilfe. Zudem war Helen Bell eine Kollegin von ihr und so sie auch aus diesem Grund an der Auflösung des Falls interessiert. Doch kaum, dass sie sich damit beschäftigt, bricht jemand in ihr Büro ein und stiehlt die alten Unterlagen.
Die Polizei hat nach intensiver Suche nun auch weitere Skelettteile gefunden, die mit ziemlicher Sicherheit zu den Fingerknochen gehören. Offensichtlich ist Helen Bell durch Fremdeinwirkung an einer Schädelfraktur gestorben.
Cathrin wird allmählich klar, warum Polizeichef Kelly sich so massiv auf Erik Bell als Täter fixiert. Während Bell heute eine psychiatrische Kinderklinik leitet, arbeitete er davor in einer Psychiatrie, die seine Frau leitete. Dort gab es nachweislich Misshandlungen an den Patienten und Kellys Vater ist dort aufgrund solcher Vorkommnisse gestorben. Damit eröffnet sich eine ganz neue Motivlage, denn der Mord an Hellen Bell könnte damit auch ein Racheakt von jemandem sein, dessen Angehöriger in der Klinik misshandelt worden ist. Während sie nach weiteren möglichen Verdächtigen sucht, wird sie von ihrem neuen Freund, dem bei ihr in psychologischer Behandlung stehenden Matt MacNamara, scheinbar unterstützt. Sie ahnt nicht, dass er sich ganz gezielt mit ihr angefreundet, sie ausspioniert und den Einbruch in ihr Büro begangen hat.
Kelly ist weiterhin davon überzeugt, dass Bell seine Frau getötet hat und kann dies am Ende auch beweisen. Nachdem er Bells Alibi zu Fall bringt, gesteht er die Tat. Er hatte seine Frau erschlagen, als er von ihr hören musste, dass sie heimlich zwei Kinder von ihm abgetrieben hatte und dann auch noch eine Beziehung zu einem Patienten eingegangen war. Cathrin erkennt nun, dass MacNamara dieser Mann gewesen sein muss. Da er zum Abendessen bei ihr ist und er ihr immer unheimlicher wird, ruft sie unbemerkt Kelly an, der nun ihre Gespräche mithören und ihr zu Hilfe kommen kann, als MacNamara sie, getrieben von seiner psychologischen Störung, am Ende sogar körperlich bedroht.

## Produktionsnotizen
Die Dreharbeiten für Preis des Schweigens erstreckten sich unter dem Arbeitstitel Für Sophie vom 4. Oktober 2021 bis zum 3. November 2021 und fanden an der Westküste Irlands und in Galway statt.

## Rezeption

### Kritiken
Tilmann P. Gangloff meinte bei tittelbach.tv: „Die insgesamt fünfte Episode erzählt eine düstere Geschichte über die Abgründe hinter einer ehrenwerten Fassade, doch die entsprechenden Mitwirkenden sind auf Anhieb als Ungeheuer zu erkennen. ‚Preis des Schweigens‘ erzählt nicht nur die interessantere Geschichte, sondern ist mit Thomas Sarbacher und Rainer Bock als Gegenspieler von Psychologin Blake (Désirée Nosbusch) auch vorzüglich besetzt. Sehenswert […] ist die sorgfältige Bildgestaltung.“
Die Evangelisch.de wertete: „Die fesselnde und dichte „Handlung [verdankt] ihre hintergründige Spannung“ fast ausschließlich dem gut funktionierenden Ensembles aus deutschen Darstellern.“
Oliver Armknecht von film-rezensionen.de meinte: „Nach dem katastrophalen Vorgänger ist ‚Der Irland-Krimi: Preis des Schweigens‘ wieder ein deutlicher Schritt in die richtige Richtung. Zwar bietet der Krimi nach wie vor keine Hochspannung. Die Geschichte um eine ermordete Psychologin gibt aber zumindest genügend Rätsel auf, die sich mit einem gesellschaftlichen Thema sinnvoll verbinden.“

### Einschaltquoten
Die Erstausstrahlung von Preis des Schweigens am 6. Oktober 2022 wurde in Deutschland von 5,62 Millionen Zuschauern gesehen und erreichte einen Marktanteil von 22,2 % für Das Erste.